# Crisofobia
La Crisofobia es el miedo irracional al oro o a elementos parecidos, que a veces, incluso se lleva al extremo, llamándose aurantrofobia (miedo al dinero) e incluso yauntofobia (miedo al color amarillo). Esta se caracteriza principalmente por una persona, aparentemente normal, podría incluso desmayarse si viera o tocara una moneda de oro u otro objeto metálico amarillo: oro nórdico (que en cuya composición no tiene oro), etc.

## Variantes y parecidas
- Cuprufobia: Miedo al cobre.
- Argentofobia: Miedo a la plata.
- Abriantofobia: Miedo a lo que brille o pueda brillar.
- Aurantrofobia: Miedo al dinero.
- Yauntofobia: Miedo al amarillo.
- Oronfobia: Miedo al naranja.

- Datos: Q5791167